# Gmina Iowa (hrabstwo Allamakee)

Położenie Gminy Iowa w hrabstwie Allamakee

Gmina Iowa (ang. Iowa Township) – gmina w USA, w stanie Iowa, w hrabstwie Allamakee. Według danych z 2000 roku gmina miała 765 mieszkańców.